# علف شهپر غربی
علف شهپر غربی (نام علمی: Isoëtes occidentalis) نام یک گونه از سرده علف شهپر است.